# ليوس فريدل
ليوس فريدل (بالتشيكية: Leoš Friedl)‏ مواليد 1977 في يندريخوف هرادتس، تشيكوسلوفاكيا، هو لاعب كرة مضرب تشيكي سابق بدأ مسيرته كمحترف سنة 1997 وكان يلعب باليد اليمنى، اعتزل اللعب في 2011. كما أنه أحد أبطال الجراند سلام. أعلى تصنيف له في الفردي كان المركز الـ 353 في سنة 2000. أعلى تصنيف له في الزوجي كان المركز الـ 14 في سنة 2005.

## بطولات حققها
- بطولة ويمبلدون

## روابط خارجية
- ليوس فريدل على موقع رابطة محترفي التنس (الإنجليزية)
- ليوس فريدل على موقع الاتحاد الدولي لكرة المضرب (الإنجليزية)
- ليوس فريدل على موقع كأس ديفيز (الإنجليزية)
- ليوس فريدل على موقع خلاصة التنس.كوم (الإنجليزية)